# Chicaman
Chicaman est une ville du Guatemala dans le département du Quiché.